# Лоссо, Джесси

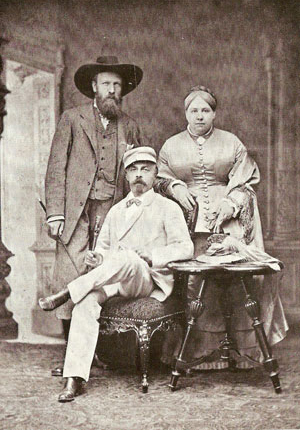
Карл Хиллебранд, Ганс фон Бюлов и Джесси Лоссо (Флоренция, 1870-е гг.)

Дже́сси Лоссо́ (англ. Jessie фр. Laussot, урождённая Тейлор, англ. Taylor, во втором браке Хиллебранд, нем. Hillebrand; 1827 — 8 мая 1905, Флоренция) — итальянская пианистка и музыкальный педагог британского происхождения.
В начале 1840-х гг. училась игре на фортепиано в Дрездене у Цецилии Шмидель одновременно с Гансом фон Бюловом, с которым сохранила дружбу на всю жизнь. Затем вышла замуж за богатого французского виноторговца Эжена Лоссо и обосновалась в Бордо. Увлёкшись музыкой Рихарда Вагнера, занималась организацией финансовой помощи композитору, находившемуся в эмиграции в Швейцарии. В 1850 году, однако, отношения Вагнера (переживавшего кризис в браке) и Джесси Лоссо переросли в роман, и влюблённые планировали совместный побег в Грецию, но муж Лоссо помешал этому. Тем не менее, вскоре после этого Джесси Лоссо ушла от мужа, хотя и не получила развода, и в 1853 г. обосновалась во Флоренции. Здесь Лоссо давала уроки фортепиано (в частности, у неё учился Джузеппе Буонамичи) и основала хор Общество Керубини (итал. Società Cherubini). Во Флоренции гостем Лоссо был не только Бюлов, но и Ференц Лист, посвятивший ей несколько хоровых сочинений, предназначенных для исполнения Обществом Керубини. Кроме того, покровительством Лоссо во Флоренции пользовался Уолтер Бейч, благодаря ей продолживший своё образование под руководством Листа.
В 1879 г., после смерти Эжена Лоссо, Джесси Лоссо вышла замуж за писателя и историка Карла Хиллебранда. В 1888 году перевела с немецкого на английский две книги Артура Шопенгауэра, «О четверояком корне закона достаточного основания» и «О воле в природе», подписав перевод «мадам Карл Хиллебранд».